# Bergeranthus
Bergeranthus ist eine Pflanzengattung aus der Familie der Mittagsblumengewächse (Aizoaceae). Der botanischen Name der Gattung ehrt den deutschen Botaniker, Gärtner und Sukkulentenforscher Alwin Berger.

## Beschreibung
Die Arten der Gattung Bergeranthus wachsen kompakt und bilden im Alter Horste. Sie bilden eine fleischige Pfahlwurzel und dicke horizontale Rhizome aus. Aus den Rhizomen entspringen dickliche, senkrechte Adventivwurzeln. In der Mitte der Pflanzen trocken die Rhizome zurück, so dass die Pflanzen im Alter ringförmig wachsen. Ihre dunkelgrünen Laubblätter sind im Querschnitt dreieckig und besitzen einen scharfen Kiel. Die glatte Epidermis bildet während der Ruhezeit kleine Falten. Die Spaltöffnungen liegen fast an der Oberfläche. Einige Arten bilden Kutikulafalten, andere besitzen eine dichte Schicht aus Wachsplättchen.
Die Blüten erscheinen an hohen Zymen, die die Laubblätter regelmäßig überragen. Sie öffnen sich am späten Nachmittag oder am Abend. Der Blütenstandsstiel und die Blütenstiele sind zweikantig bis fast geflügelt. Die Kronblätter sind goldgelb. Filamentöse Staminodien sind nicht vorhanden. Die goldgelben Staubblätter bilden eine aufrechte Säule. Die Narben sind fadenartig. Das Nektarium besteht aus fünf getrennten Drüsen.
Die fünffächrigen Kapselfrüchte werden von langen Stielen getragen. Sie besitzen starre Fächerdecken und große Verschlusskörper. Sie enthalten 0,7 bis 1,2 Millimeter lange und 0,53 bis 0,82 Millimeter breite Samen, die unterschiedlich braun getönt sind.

## Systematik und Verbreitung
Die Gattung Bergeranthus ist in Südafrika in der Provinz Ostkap mit Ausnahme der westlichen Distrikte verbreitet. Die Arten wachsen häufig auf schieferhaltigem Boden, in der Regel in ziemlich hoher stauchiger Vegetation, häufig entlang flacher Mulden oder in Spalten in Gebieten mit Niederschlagsmengen von mehr als 300 Millimeter jährlich, der ganzjährig oder während des Sommers fällt.
Die Erstbeschreibung der Gattung durch Gustav Schwantes wurde 1926 veröffentlicht. Die Gattung Bergeranthus umfasst folgende Arten:
- Bergeranthus addoensis L.Bolus
- Bergeranthus albomarginatus Dold & S.A.Hammer
- Bergeranthus artus L.Bolus
- Bergeranthus concavus L.Bolus
- Bergeranthus katbergensis L.Bolus
- Bergeranthus leightoniae L.Bolus
- Bergeranthus multiceps (Salm-Dyck) Schwantes
- Bergeranthus nanus Dold & S.A.Hammer
- Bergeranthus scapiger (Haw.) Schwantes
- Bergeranthus vespertinus (A.Berger) Schwantes

Die von Schwantes beschriebenen Untergattungen Carruanthus, Hereroa und Rhombophyllum der Gattung Bergeranthus werden heute als eigenständige Gattungen anerkannt.

## Nachweise

## Weiterführende Literatur
- A. P. Dold, S. A.Hammer, N. P. Barker: Leaves of Grass: A taxonomic revision of the genus Bergeranthus Schwantes (Aizoaceae). In: Haseltonia. Band 11, 2005, S. 78–95.